# Letiště Jičín
Letiště Jičín je veřejné vnitrostátní letiště s civilním provozem. Leží přibližně 2 kilometry jihozápadně od města Jičín a na samé hranici Českého ráje. Hojně se využívá k sportovní činnosti aeroklubu a k vyhlídkovým letům nad Prachovské skály případně Krkonoše.

## Pravidla a omezení místního letového provozu
Letiště je určeno pro lety VFR za dne a výsadkovou činnost. Provozní doba je od 15. dubna do 15. listopadu ve dnech – sobota, neděle a státem uznaný svátek v hodinách: 8:00 – 15:00 UTC.
 Mimo provozní dobu jsou přílety na LKJC povoleny jen po předchozí konzultaci s provozovatelem letiště (ověření provozuschopnosti pohybových ploch).

Přílet letadla bez obousměrného radiového spojení je možný pouze po předchozí dohodě s provozovatelem letiště.

### Provozní údaje
Letištní okruhy: RWY 12 pravé / RWY 30 levé

Výška okruhů: 1900ft/580m AMSL

Frekvence: 118,080 MHz (Jičín RADIO)